# Autostrada A4 (Portugalia)
Autostrada A4 (port. Autoestrada A4, Auto-Estrada Transmontana) – autostrada w północnej Portugalii, łącząca aglomerację miejską Porto przez Penafiel, Amarante, Vila Real do Bragançy. Przejazd autostradą jest częściowo płatny. Koncesjonariuszem zarządzającym autostradą jest Brisa – Auto-estradas de Portugal (BRISA).